# Scapa Flow
Scapa Flow er et beskyttet farvand næsten totalt omsluttet af øer i Orkney-øgruppen nord for Skotland.
Farvandets beskyttede karakter gør det til en velegnet naturlig havn. Scapa Flow havde stor betydning som flådehavn for den britiske flåde under de to verdenskrige.
Efter første verdenskrig blev den kejserlige tyske flåde interneret i Scapa Flow, og sænkedes her af tyskerne selv i sommeren 1919, for at forhindre den britiske flåde i at få kontrol over skibene. Flere af de tyske krigsskibe ligger stadig tilbage på bunden af Scapa Flow og er yndede dykkermål.
Natten mellem den 13. og 14. oktober 1939 lykkedes det den tyske ubåd 'U 47' (kaptajn Günther Prien) at trænge gennem de engelske spærreforanstaltninger ved Scapa Flow og slippe ud igen efter at have sænket slagskibet 'Royal Oak' og beskadige slagkrydseren 'Repulse'. 833 besætningsmedlemmer på 'Royal Oak' omkom.
Den almene arbejdsløshed i området fik briterne til at bjærge de fleste vrag til ophug. Denne indtjening gjorde i årtier en forskel i lokalområdet og stoppede først 1978, da det sidste firma lukkede.
58°54′N 3°03′V / 58.9°N 3.05°V